# 엥흐태와니 아리운벌드
엥흐태와니 아리운벌드(몽골어: Энхтайваны Ариунболд, 1995년 10월 8일~)는 몽골의 유도 선수이다. 2024년 하계 올림픽에 몽골 국가대표로 참가했으며 세계 선수권 대회에서 은메달 1개, 아시안 게임에서 동메달 1개를 획득했다.

## 경력
1995년 울란바토르에서 태어난 아리운벌드는 몽골 국방부 산하의 스포츠 클럽인 "알다르"에서 유도 선수 경력을 시작했다.
2017년 몽골 군인 유도 국가대표로 발탁된 아리운벌드는 그 해 9월 울란바토르에서 열린 국제 군인 스포츠 협의회(CISM) 동아시아 유도 선수권 대회에 참가하여 동메달을 획득했다. 이후 2019년에 몽골 국가대표팀에 합류했고 그 해  4월 아랍에미리트 푸자이라에서 열린 아시아 선수권 대회에서 -60kg급 동메달과 혼성 단체전 동메달을 획득했다.
2022년 10월에는 우즈베키스탄 타슈켄트에서 열린 2022년 세계 선수권 대회에서 일본의 다카토 나오히사의 뒤를 이어 은메달을 획득했다.